# Erasmus Habermehl
Erasmus Habermehl, také Erasmus Habermel (kolem 1538? - 15. listopadu 1606, Praha) byl hodinář, konstruktér hodin a vynálezce astronomických a geodetických přístrojů doby renesanční.

## Život
Pocházel z jižního Německa, přesné místo narození není známo. V praxi prošel Norimberkem. Od roku 1575 až do své smrti pracoval jako dvorní konstruktér na dvoře císaře Rudolfa II. v Praze. Roku 1593 nebo 1594 se oženil se zlatnicí a obchodnicí Zuzanou Solisovou. Bydlel a zemřel v Praze na Malé Straně, je pohřben v ambitu kláštera sv. Tomáše na Malé Straně
Jeho bratr Josua Habermehl přišel do Prahy v 80. letech 16. století a roku 1590 získal městské právo. Pracoval rovněž jako hodinář, a také jako rytec desek hodin.

## Dílo
Jeho práce vynikají jak technicky, tak umělecky. Spolupracoval s astronomy i s rytci. František Martin Pelcl napsal roku 1782 ve svém spisu Abbildungen böhmischer und mährischer Gelehrten und Künstler nebst kurzen Nachrichten von ihrem Leben und Wirken, že Habermehl byl český mechanicus na dvoře Rudolfa II. a že od něho je zachován sextant, který navrhl Tycho Brahe, dnes ho vlastní Národní technické muzeum v Praze, dále konstruoval sluneční hodiny, stabilní či skládací astroláby s armilární sférou, a jiné astronomické a časoměrné přístroje, například věčný kalendář, který je vystaven v Klenotnici lichtenštejnského Národního muzea ve Vaduzu. Největší počet exemplářů jeho přístrojů se dochoval ve sbírce Uměleckohistorického muzea ve Vídni a v Národním muzeu v Praze, dále také v Uměleckoprůmyslovém muzeu v Praze.

## Galerie

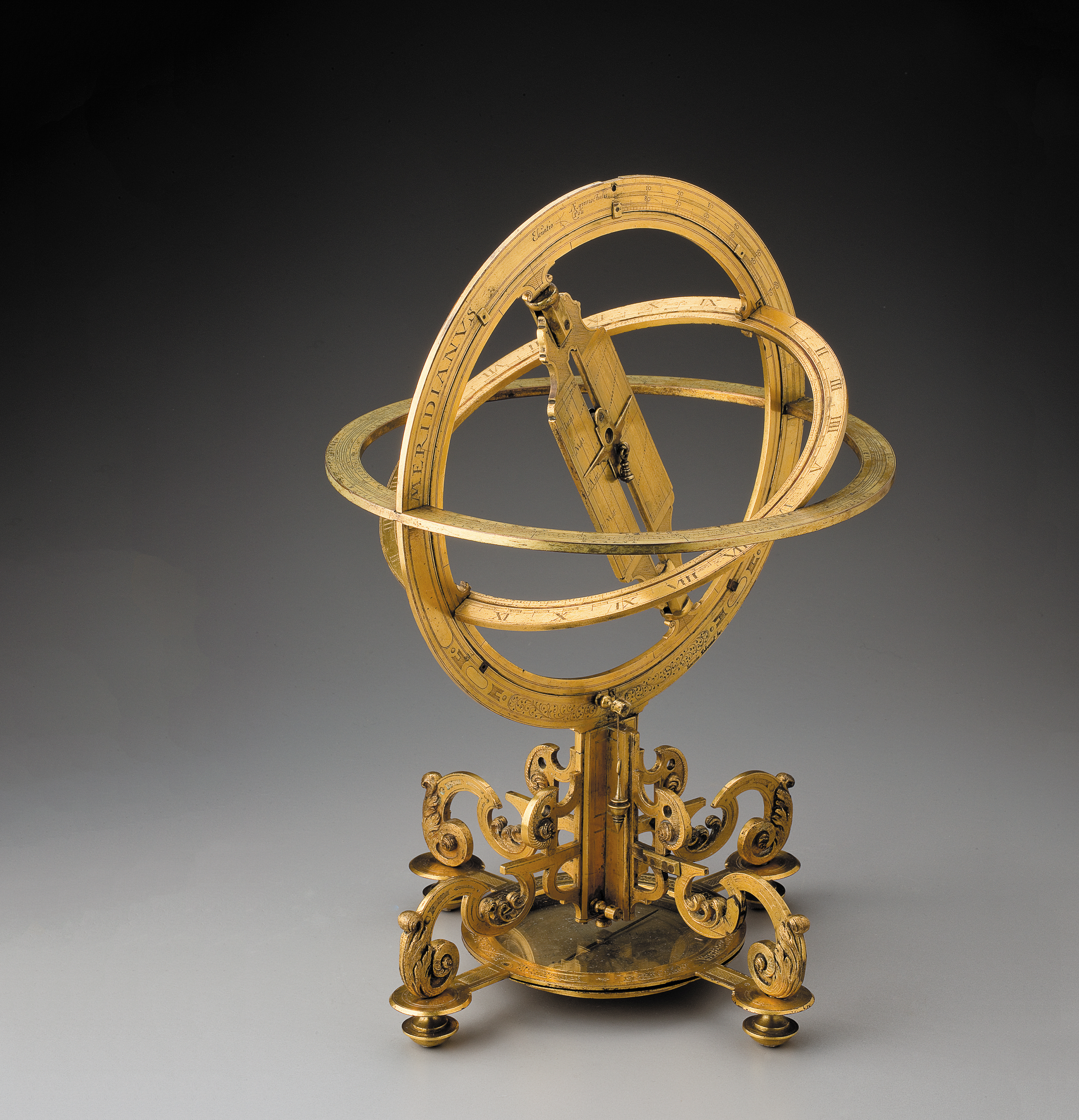
Rovníkové prstencové sluneční hodiny se stativem, kolem r. 1600, Uměleckoprůmyslové muzeum v Praze
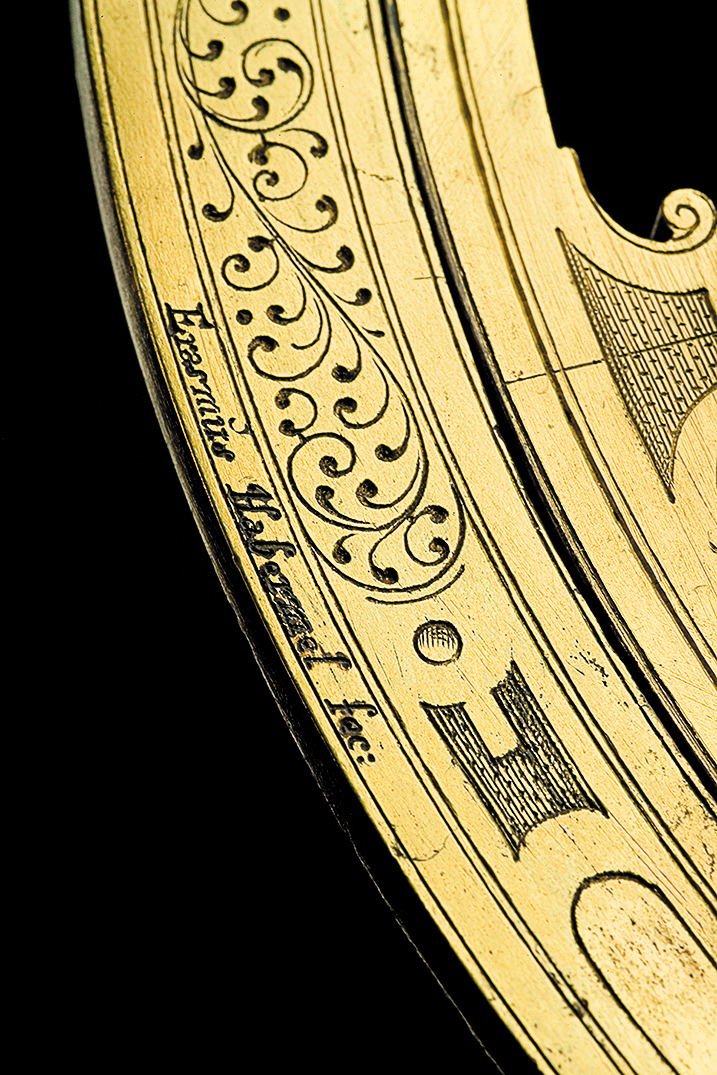
Sluneční hodiny, detail, Uměleckoprůmyslové muzeum v Praze
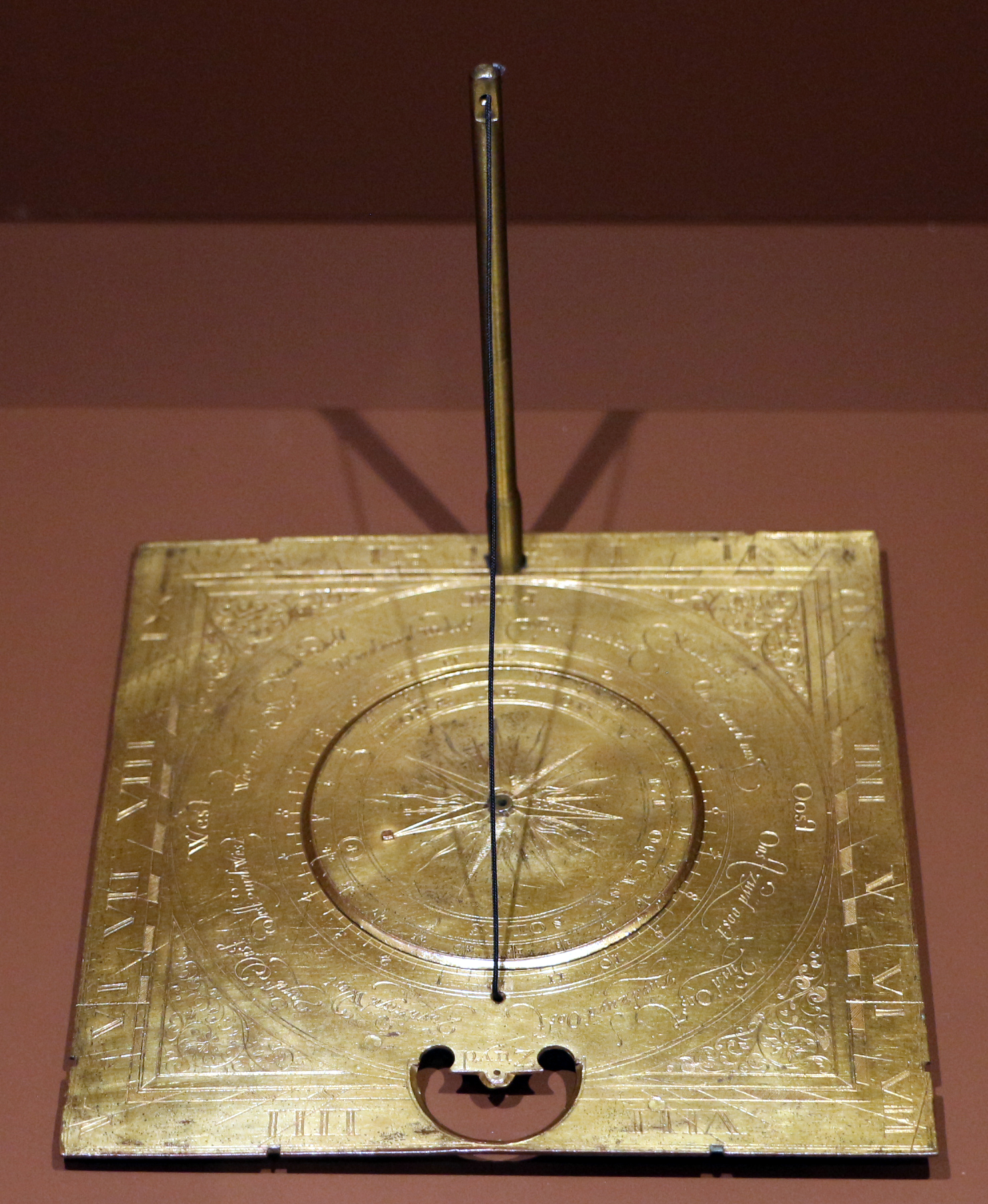
Meridiane, 1580 ca.
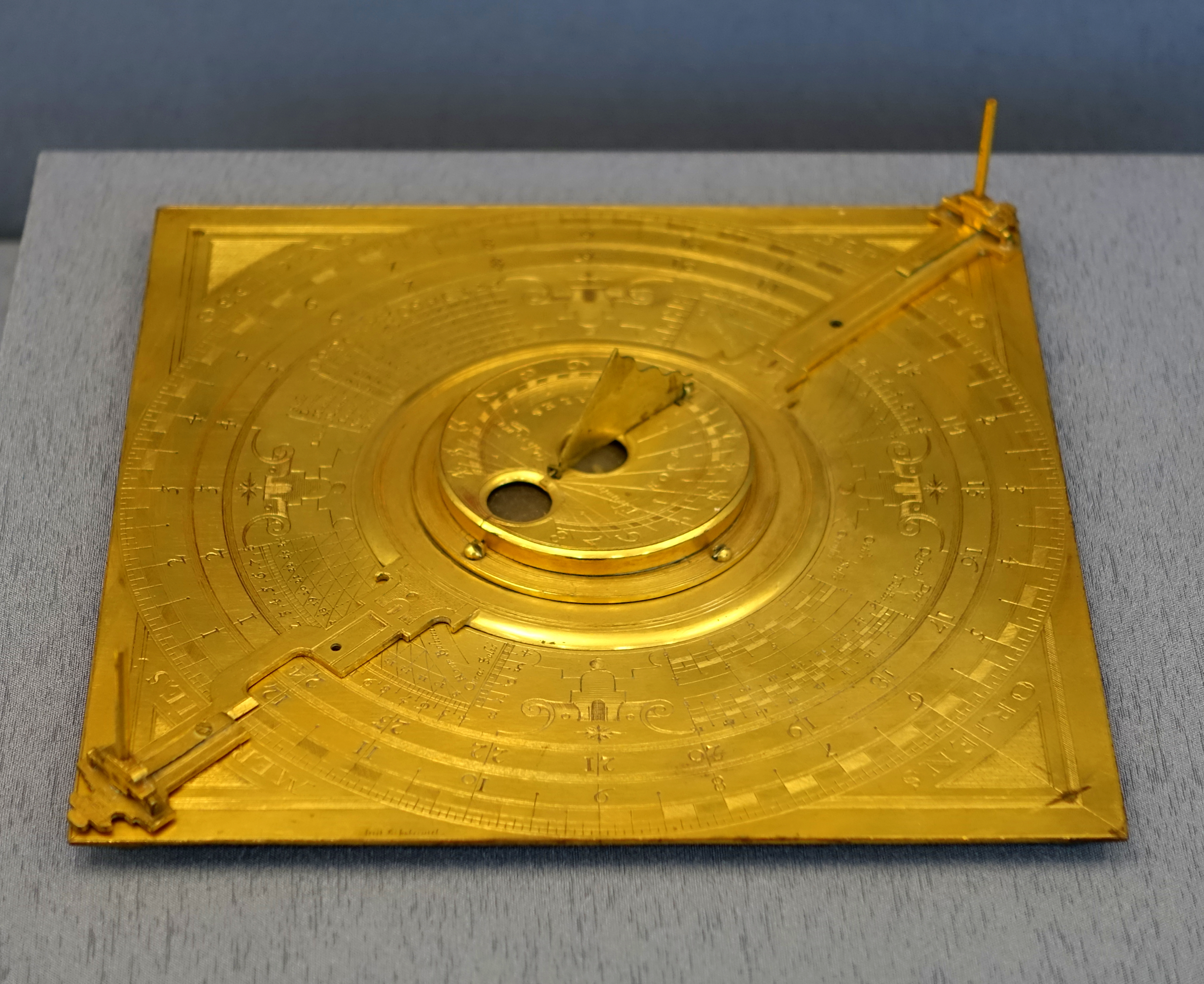
Horizontální sluneční ciferník, Germanisches Nationalmuseum - Norimberk, pozdní 16. stol.